# Picumnus
Picumnus är ett släkte med fåglar i familjen hackspettar inom ordningen hackspettartade fåglar som nästan enbart förekommer i Latinamerika, med en enda art i Gamla världen. Dvärgspettarna i Picumnus är inte nära släkt med vare sig med dvärgspettarna i Hemicircus eller hispanioladvärgspett (Nesoctites). Släktet Picumnus omfattar 25 arter:
- Fläckdvärgspett (P. innominatus)
- Guldpannad dvärgspett (P. aurifrons)
- Orinocodvärgspett (P. pumilus)
- Selvasdvärgspett (P. lafresnayi)
- Paljettdvärgspett (P. exilis)
- Tumbesdvärgspett (P. sclateri)
- Fjällig dvärgspett (P. squamulatus)
- Vitbukig dvärgspett (P. spilogaster)
- Guyanadvärgspett (P. minutissimus)
- Fläckig dvärgspett (P. pygmaeus)
- Pärlbröstad dvärgspett (P. steindachneri)
- Várzeadvärgspett (P. varzeae)
- Zebradvärgspett (P. cirratus)
- Pilspetsdvärgspett (P. dorbignyanus)
- Rostnackad dvärgspett (P. temminckii)
- Kildvärgspett (P. albosquamatus)
- Rosthalsad dvärgspett (P. fuscus)
- Rödbröstad dvärgspett (P. rufiventris)
- Ockradvärgspett (P. limae)
- Brunbröstad dvärgspett (P. nebulosus)
- Mimosadvärgspett (P. castelnau)
- Marcapatadvärgspett (P. subtilis)
- Olivryggig dvärgspett (P. olivaceus)
- Grå dvärgspett (P. granadensis)
- Kastanjedvärgspett (P. cinnamomeus)